# Туризм в Мордовии
Туризм в Мордовии — часть туризма в России на территории республики Мордовия.
Государственное управление туризмом в республике осуществляло Министерство спорта, физической культуры и туризма Республики Мордовия, затем Министерство культуры, национальной политики, туризма и архивного дела республики Мордовия.

## История развития туризма в Мордовии
В 2014 году в Мордовии был разработан инвестиционный проект по созданию в Саранске туристско-рекреационного кластера «Город чемпионов». Федеральное агентство по туризму признал его перспективным, проект был включен в федеральную целевую программу «Развитие внутреннего и въездного туризма в Российской Федерации». С целью развития внутреннего туризма в республике, продвижению национального туристского продукта и повышению информированности населения в сфере туризма был создан туристско-информационный портал Мордовии, также Министерство культуры и туризма республики совместно с журналом «Status» запустило проект под названием «Go to Mordovia» — серию репортажей о туристском потенциале районов Мордовии.
В 2016 году Саранск был включен в межрегиональный маршрут «Великий Волжский путь», разработанный с учётом особенностей всех областей, республик и края, входящих в состав Приволжского федерального округа, с целью сделать его насыщенным с исторической и культурной точки зрения. В рамках этого маршрута за время пребывания в Саранске туристы должны посещать Кафедральный собор Ф. Ушакова, Музей изобразительных искусств им. С. Д. Эрьзи, Макаровский мужской монастырь и дегустируют блюда национальной кухни в «Мордовском подворье». Также в 2016 году Саранск занял 18 место в рейтинге самых недорогих туристских направлений для путешествий по России в 2015 году, составленном сервисом Travel.ru. При составлении данного рейтинга специалисты ориентировались на данные бронирования гостиниц и апартаментов с 1 февраля по 31 декабря 2015 года в ста самых популярных по числу броней российских городах и курортах.
В 2017 году в рамках подведения итогов конкурса «Туристический сувенир Республики Мордовия» была презентована новая туристская карта Саранска и Мордовии, разработанная Туристско-информационным центром совместно с Министерством культуры, национальной политики, туризма и архивного дела республики Мордовия. Цель создания карты — бесплатное распространение среди жителей и гостей региона, размещение на основных туристских объектах — коллективных средствах размещения, предприятиях питания, ж/д и автовокзалах, аэропорте, музеях, ТИЦ для раскрытия туристского потенциал региона, упрощение поиска интересующих достопримечательностей и увеличения посещаемости значимых объектов республики.
Саранск выступал одним из городов-организаторов Чемпионата мира по футболу 2018 года. Для проведения матчей был построен 45-тысячный стадион «Мордовия Арена», который после чемпионата трансформирован в 26-тысячный стадион и спортивно-культурный центр в котором разместились магазины, супермаркеты, рестораны, теннисные корты, баскетбольные и волейбольные площадки. В центре города на набережной реки Саранки была построена пятизвёздночная гостиница. На центральных улицах города работали 22 информационно-туристические стойки, где болельщики могли получить информацию о работе транспорта, культурной программе и расписании Фестиваля болельщиков FIFA. В преддверии чемпионата мира по футболу Туристический информационный центр Республики Мордовия совместно с Дирекцией «Саранск 2018» провели конкурс туристских маршрутов для болельщиков в номинациях: «Лучший туристский маршрут для группы болельщиков Чемпионата мира по футболу 2018 FIFA™», «Лучший индивидуальный туристский маршрут для болельщиков Чемпионата мира по футболу 2018 FIFA™», «Лучший туристский маршрут для семейной группы болельщиков Чемпионата мира по футболу 2018 FIFA™», «Лучший тур выходного дня для болельщиков Чемпионата мира по футболу 2018 FIFA™». Для болельщиков, которые располагали достаточным количеством времени были разработаны маршруты по городу, которые можно было пройти как с экскурсоводом, так и самостоятельно или с аудиогидом. Базовый маршрут «Саранск — последняя миля» позволял увидеть один из самых высоких фонтанов Поволжья — «Звезда Мордовии», осмотреть город со смотровой площадки Мордовского государственного университета имени Н. П. Огарёва, просмотреть основные достопримечательности и меньше, чем за три часа оказаться перед стадионом «Мордовия Арена». Более расширенный маршрут, но уже развлекательного плана — «Шумбрат, Саранск!» (Здравствуй, Саранск!) — предлагал потратить чуть больше времени и прогуляться по центру города, узнать интересные рассказы о культурно-исторических объектах, попробовать мордовские блюда, познакомиться с национальными играми. Также были разработаны три основных выездных маршрута: «Зов Торамы» знакомящий с достопримечательностями республики, сувенирами, гастрономическими и этнокультурными традициями; культурно-познавательный маршрут «Адмирал Ушаков» в Санаксарский мужской монастырь; маршрут «Заповедная Мордовия» в Мордовский заповедник, включающий более 10 программ, в число которых входил курс выживания в лесу. Кроме того были подготовлены нишевые предложения: маршрут «Пивная миля» от Саранского пивоваренного завода и до лучших баров и ресторанов; маршрут для семей с детьми до 12 лет; специальное предложение «Вечерний Саранск» включающий гастрономический ужин, прогулки по освещенным улицам, светомузыкальное шоу одного из самых высоких фонтанов в Поволжье.

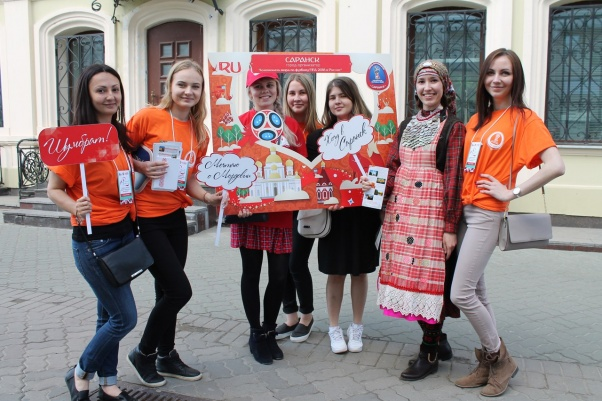
Подготовка к проведению Чемпионата мира по футболу 2018 года в Саранске
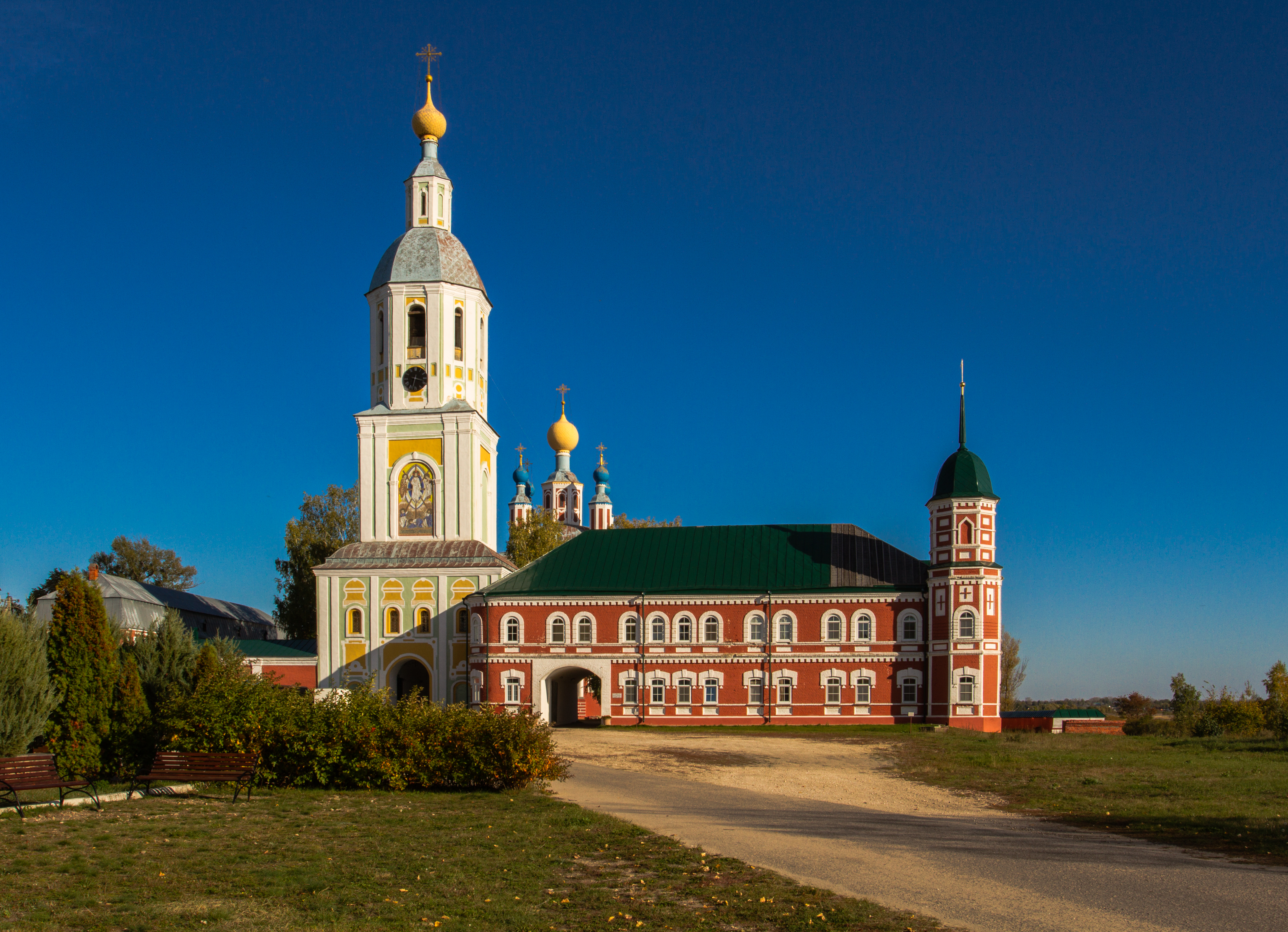
Санаксарский монастырь, где находятся мощи адмирала Фёдора Ушакова
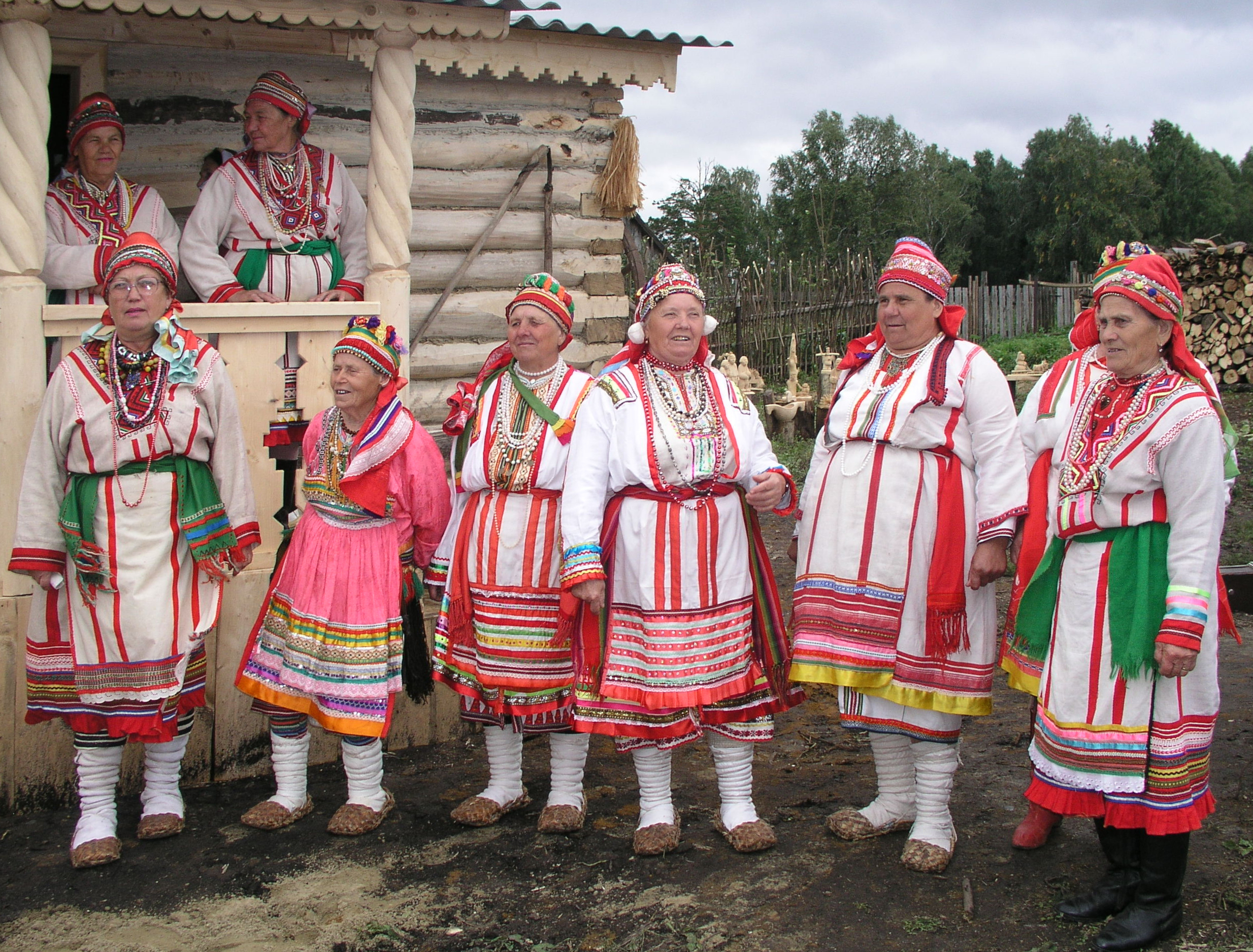
Фольклорный народный ансамбль «Гайги вайгель» на открытии «Этнографического дома-музея «Этно-кудо» им. В И.Ромашкина». Подлесная Тавла, Кочкуровский район Мордовии.
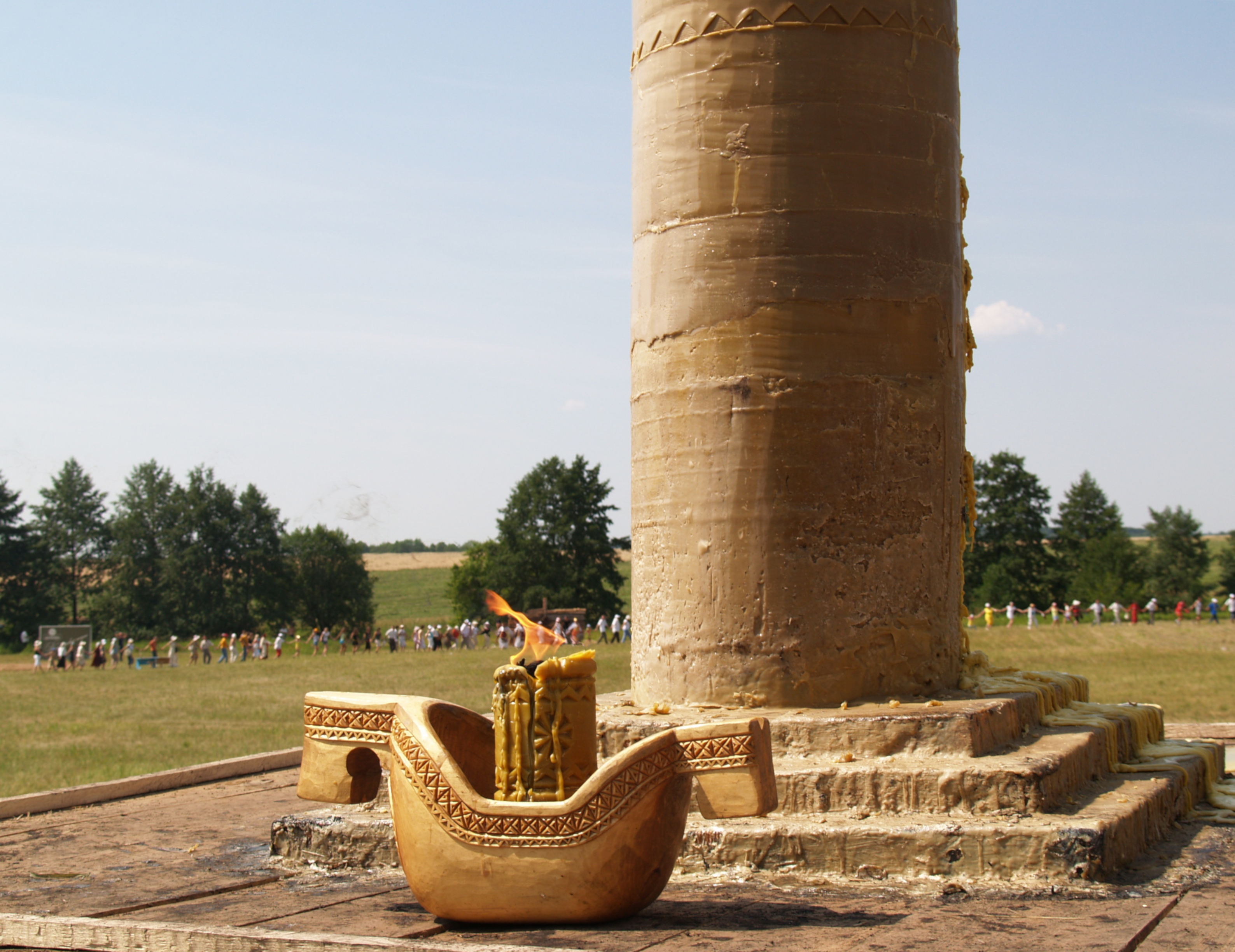
Эрзянские родовые свечи буень штатол и раськень штатол на празднике «Раськень Озкс»

## Виды туризма в Мордовии

### Событийный туризм
В Республике Мордовия ежегодно проходит много событий различного уровня, начиная от сельских народных праздников и заканчивая известными международными фестивалями: Международный фестиваль русских драматических театров «Соотечественники», фестиваль народного творчества «Шумбрат, Мордовия!», национально-фольклорные праздники «Акша келу» и «Раськень Озкс» и многие другие.
Традиционный эрзянский праздник «Раськень Озкс» был возрождён в 1999 году как фестиваль этнической культуры и с тех пор проводится близ села Чукалы Большеигнатовского района Мордовии раз в три года. Указом Главы Республики Мордовия (от 17.06.2004 № 80-УГ) Раськень Озкс, наравне с Акша келу, Велень озкс, Сабантуем и Днем славянской письменности и культуры внесен в перечень государственных национально-фольклорных праздников в Республике Мордовия. Театрализованный ритуал начинается с призывного звука труб торама. На кургане устанавливается большая восковая свеча раськень штатол, высотой до 3 м. От пламени костра, на котором готовится пища для участников моления, зажигается родовая свеча буень штатол, а от неё — раськень штатол. Для этого жрица (озава) несёт свечу на курган в сопровождении помощниц, несущих хлеб и мёд. Четверо старейшин берут у неё огонь и зажигают большую свечу. После этого жрица произносит молитву богу-творцу Инишкепазу и предкам. Важной составляющей ритуала является хоровод, позволяющий сделать зрителей участниками действа. В рамках праздника проводятся межрегиональный фестиваль мордовской песни «Напевы земли мордовской», межрегиональный конкурс на лучший мордовский (эрзянский) костюм «Праздничная рубашка» («Руця»), спортивные соревнования и национальные игры.

### Этнокультурный туризм
В селе Подлесная Тавла, Кочкуровского района действует МУК «Этнографический музей „Этно-кудо“ им. В И.Ромашкина». Музыкант и фольклорист Владимир Ромашкин приобрёл небольшой домик в селе Подлесная Тавла. Приобретя известность, он мечтал об этно-туристическом маршруте в данное село, которое известно как центр эрзянской традиции резьбы по дереву и распространял информацию о творчестве тавлинских мастеров. Благодаря гостеприимству хозяина дом в Подлесной Тавле стал принимать международных финно-угорских гостей из Эстонии, Венгрии, Финляндии, а также делегации российских финно-угоров. Благодаря помощи Владимира Ивановича ОО «Эрьмезь» провела Первый республиканский семинар резчиков по дереву, а затем и первый Международный семинар финно-угорских резчиков по дереву «Вейсэнь ундокст» (рус. «Единые корни»). Дом-музей «Этно-кудо» им. В. И. Ромашкина является единственным обладателем собрания вещей и имущества В. И. Ромашкина, также в нём собраны коллекции материальной культуры эрзянского народа: предметы обихода, хозяйственная утварь и предметы быта. В музее все предметы можно не только трогать руками, но и использовать по назначению. Во время фестивалей и праздников, когда приезжают гости, хозяйки готовят еду в печке, пекут хлеб, блины. Желающие могут остаться переночевать, пообщаться с создателями и хранителями музея, с жителями села. Музей включен в туристический маршрут «Сюлгамо», одержал победу в номинации «Лучшая разработка межрегионального туристского маршрута на территории ПФО». Участник маршрута «Мордовия этническая». В доме-музее «Этно-кудо» проводятся экскурсии для дошкольных заведений и школ республики, принимают как коллективных, так и индивидуальных посетителей. Проводятся мероприятия: региональные — ежегодный фольклорный фестиваль эрзянской и мокшанской песни «Торамась терди» (рус. «Зов Торамы»), в 2016 году он прошёл в 5-й раз, юмористический фестиваль «Кулдор-Калдор»); международные — спортивный фестиваль глухонемых «Тюштянь налксемат» (рус. «Игры Тюшти») (13 государств-участников), Международный семинар финно-угорских резчиков по дереву «Вейсэнь ундокст» (рус. «Единые корни»), Фестиваль парковой скульптуры «Кой» (рус. «Традиция»). Как сообщает, ГБУ «Туристско-Информационный центр Республики Мордовия», в 2016 году количество посещений дома-музея «Этно-кудо» увеличилось на 164 %.
Также познакомиться с бытом мордовского народа можно в Музейно-этнографическом комплексе «Мордовское подворье». В селе Старая Теризморга в Центре национальной культуры туристы имеют возможность познакомиться с самобытной культурой мордовского народа а в Подлесно-Тавлинской экспериментальной детской художественной школе смогут поучаствовать в мастер-классе по резьбе и увезти с собой на память одно из «семи чудес финно-угорского мира» — деревянную тавлинскую игрушку.
Дом-музей «Этно-кудо» им. В. И. Ромашкина наряду с селом Старая Теризморга входит в Центр национальной культуры Республики Мордовии.

### Паломнический туризм
В Саранске находится Кафедральный собор святого праведного воина Ф. Ф. Ушакова — один из крупнейших православных храмов Поволжья и визитная карточка Мордовии. На западе Мордовии туристы могут посетить Санаксарский Рождество-Богородничный мужской монастырь, где находятся мощи адмирала Фёдора Ушакова причисленного Русской православной церковью к лику святых как праведный воин Феодор Ушаков. На территории городского округа Саранск расположен ансамбль Макаровского Иоанно-Богословского мужского монастыря, который играет важную роль в духовной и культурной жизни Мордовии. В настоящее время это крупный паломнический центр с живописной территорией и более 20 храмами, который называют «маленьким Афоном».

### Экологический туризм
В Темниковском районе, на правом берегу реки Мокша, на границе зоны хвойно-широколиственных лесов и лесостепи расположен Мордовский государственный природный заповедник имени Петра Гермогеновича Смидовича. С декабря 2013 года Мордовский заповедник является туристическим оператором России и предлагает посетителям несколько вариантов экскурсионных и познавательных туров, в том числе по специально оборудованным экологическим тропам. Также можно забронировать размещение в гостевых домиках на кордонах заповедника. В посёлке Пушта расположен музей природы Мордовского государственного природного заповедника, в котором собраны образцы флоры и фауны, фотоснимки.
В заповеднике разработаны ряд маршрутов: «Знакомьтесь: Мордовский заповедник!» — для знакомства с типичными представителями флоры и фауны заповедника и экосистемой водоёмов, включающая большую смотровую площадку куда гостей перевозят на лодках; «Тропою предков» — для знакомства легендами и мифами древней мордвы, включающая избушку сказок и поляну мордовских богов с деревянными тотемами; «Экосистемы заповедника» — для знакомства со всеми экологическими системами на территории заповедника; «Родники — жизнь реки» — для знакомства с водоёмами заповедника; «Житие Серафима Саровского» — для знакомства с жизнью и историческии местами, связанными с Серафимом Саровским; «Святые Дивеевской земли» — источник Серафима Саровского в селе Цыгановка; «Лесная палитра» (национальный парк «Смольный») — для знакомства с разнообразием ландшафта левобережной части долины Алатыря; «Зелёный мир».

### Сельский туризм
В 2012 году на базе муниципального автономного учреждения «Центр молодёжной политики и туризма» Рузаевского муниципального района по инициативе Ассоциации содействия развитию агротуризма была образована Республиканская общественная организация содействия развитию сельского туризма «Мордовская усадьба». В 2013 году был организован туристический маршрут по сёлам Шишкеево — Стрелецкая Слобода — Огарёво, который выступил в качестве демонстрационной площадки сельского туризма в районе. В селе Шишкеево был разработан экскурсионный маршрут по засечной черте и восстановлены традиции выпечки хлеба, создания игрушек и посуды из глины.
В 2014 году был разработан проект по созданию в Мордовии агротуристического кластера в результате которого три села были объединены в агротуристический маршрут и начали принимать туристов.

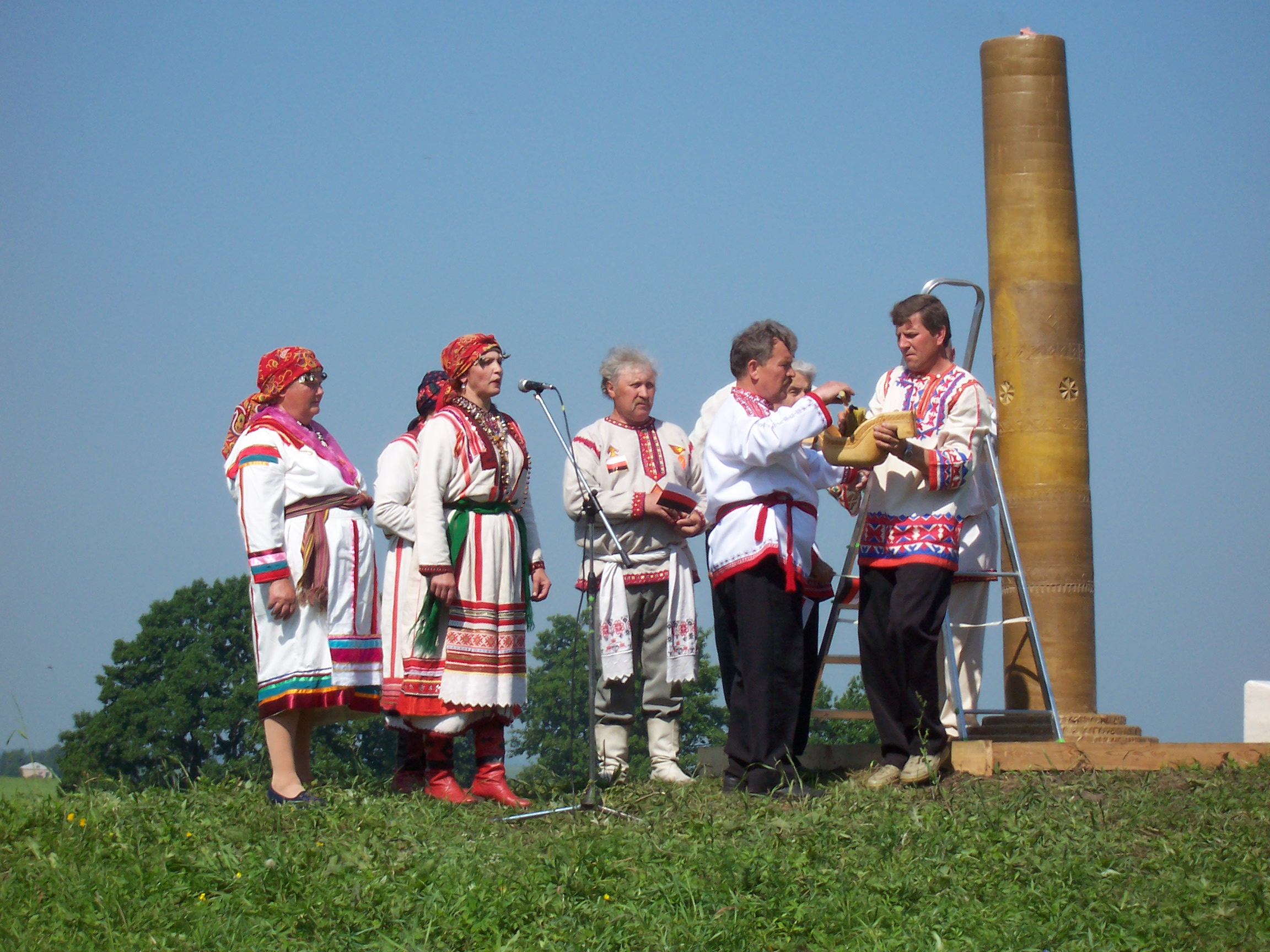
Обряд зажигания эрзянской родовой свечи штатол  на празднике «Раськень Озкс»
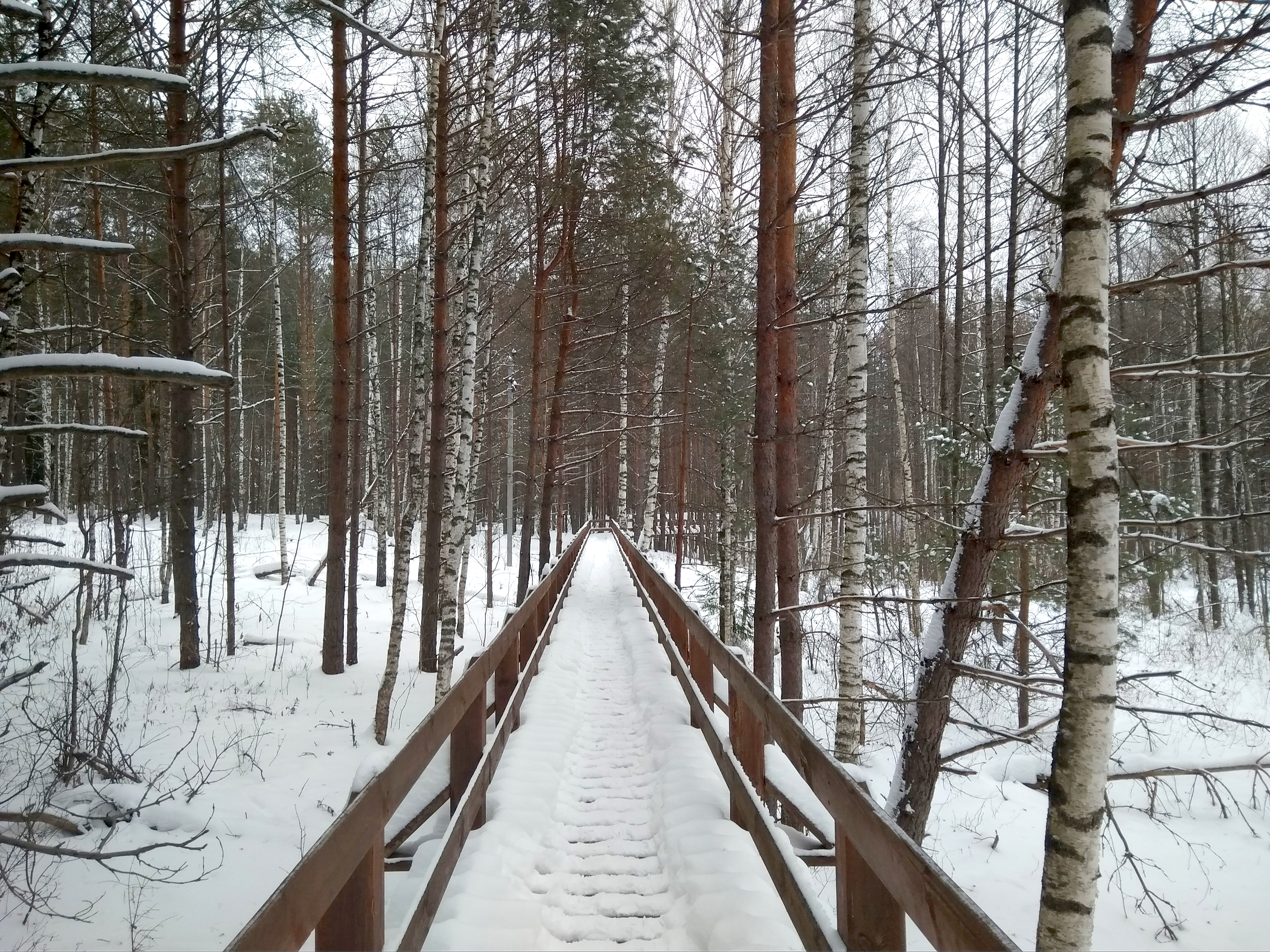
Кольцевая туристическая тропа в Мордовском заповеднике
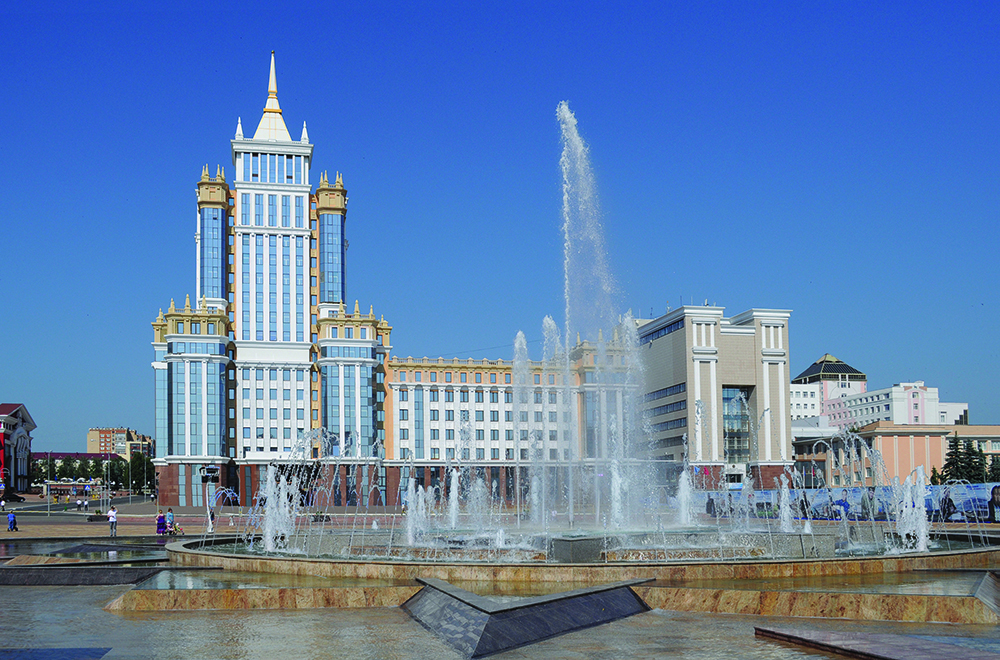
Один из самых высоких фонтанов Поволжья — «Звезда Мордовии»
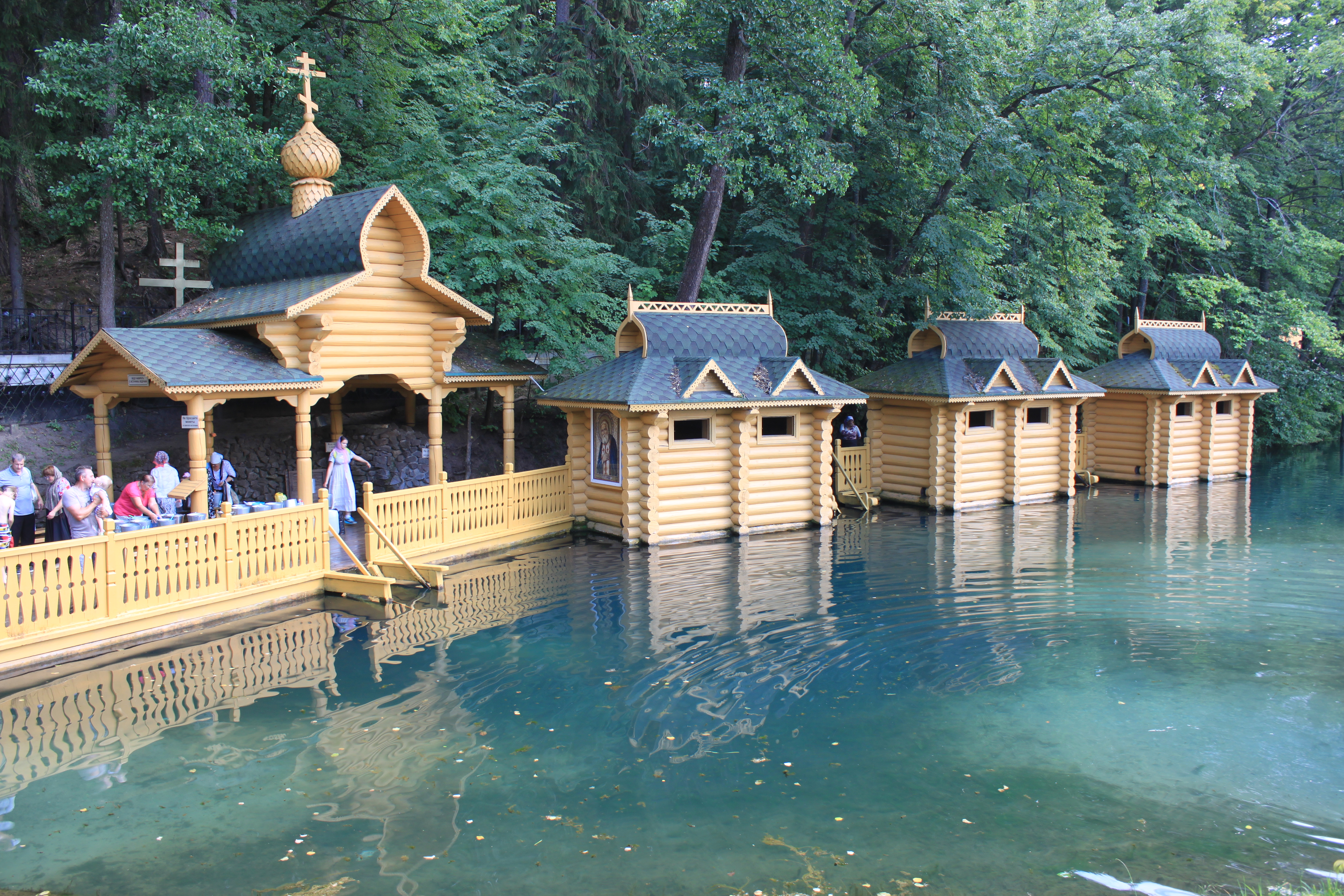
Источник Серафима Саровского в селе Цыгановка